# رابس آندر تایا
رابس آندر تایا (به آلمانی: Raabs an der Thaya) یک شهر در اتریش است که در ناحیه وایدهوفن آن در تایا واقع شده‌است. رابس آندر تایا ۱۳۴٫۶۵ کیلومتر مربع مساحت دارد ۴۱۰ متر بالاتر از سطح دریا واقع شده‌است.